# Йозеф Фанта
Йозеф Фанта (чеськ. Josef Fanta, 29 грудня 1889 — 19 жовтня 1960) — чехословацький футбольний тренер.

## Кар'єра тренера
Входив до складу тренерської ради, що керувала діями збірної Чехословаччини у її першому офіційному матчі — грі 28 серпня 1920 року проти збірної Югославії.
Згодом протягом 1922–1923 років та у 1930–1933 роках знову тренував чехословацьку збірну, провівши загалом на її чолі 29 матчів.
Помер 19 жовтня 1960 року на 71-му році життя.